# Eleutherococcus hypoleucus
Eleutherococcus hypoleucus är en araliaväxtart som först beskrevs av Tomitaro Makino, och fick sitt nu gällande namn av Takenoshin Nakai. Eleutherococcus hypoleucus ingår i släktet Eleutherococcus och familjen Araliaceae. Inga underarter finns listade.